# Jean-René Vanney
Jean-René Vanney, né le 12 août 1930 à Paris où il est mort le 29 janvier 2019, est un professeur de l'université Paris-Sorbonne (Institut de géographie) associé à l'université Pierre-et-Marie-Curie (jusqu'à sa retraite en 1998), spécialisé en géomorphologie sous-marine et féru d'histoire des sciences, qui a consacré toute sa carrière à l’étude des océans.

## Biographie
Jean-René Vanney est agrégé de géographie en 1958. Il est professeur de lycée à Chartres puis au lycée Charlemagne, à Paris. En 1961 il est l’assistant d’André Guilcher en géomorphologie littorale et en hydrologie à l’université de Paris et effectue des recherches en hydrologie fluviale et limnologie. Mobilisé dans le sud algérien, il y prépare une monographie sur la crue de mars 1959 de l’oued Sawra et en fera une autre, dix ans plus tard, sur le bas-Guadalquivir (Espagne méridionale) publiée par le CSIC espagnol.
Jean-René Vanney forme les étudiants de licence à l’explication de cartes au moyen de manuels pratiques conçus avec ses collègues Michel Archambault et René Lhénaff, publiés chez Masson à plusieurs reprises et devenus des classiques pour des générations d’étudiants.
Pendant neuf ans, entre 1961 et 1970, il peaufine son très fouillé et complet doctorat d’État sur la géomorphologie sous-marine d’un secteur de la marge continentale du golfe de Gascogne. André Guilcher est son maître de thèse : il l’orientera définitivement vers l’étude des océans. Il effectue aussi des recherches au CNRS de 1966 à 1971, participant à des campagnes océanographiques côtières à bord du navire de recherche géré par André Guilcher pour le compte du CNRS, le Kornog rebaptisé Gwalarn (vent de noroît en breton), si petit qu'il roulait même dans l'estuaire de la Loire. Dans les années 1960, ce bâtiment permet de dresser des cartes sédimentologiques détaillées du plateau continental péri-armoricain. Jean-René Vanney est l’auteur de deux de ces cartes (Saint-Nazaire et île d'Yeu).
En 1970, succédant à André Guilcher, parti pour l’université de Brest, Jean-René Vanney devient professeur de « Géographie de l’océan » dans la toute nouvelle université de Paris IV-Sorbonne et le restera jusqu’à sa retraite en 1998, sans cesser de collaborer avec Guilcher et ses élèves (J.P. Pinot, F. Hinschberger, A. Saint-Réquier) comme en témoigne leur monumentale Géomorphologie de la marge continentale sud-armoricaine (Sedes, 1977). Animé par une vision globale de la Terre en tant système unique géotectonique, géologique, géomorphologique, hydrique, atmosphérique, climatique, biologique et anthropique, Jean-René Vanney met en place des partenariats avec l’université Pierre-et-Marie-Curie (Paris VI) et avec le Muséum national d'histoire naturelle pour un DEA de « Géographie de l’Environnement Global », préfigurant ainsi le rapprochement entre Paris IV et Paris VI à l’origine de Sorbonne Université au bout de vingt ans de persuasion et d’efforts.
Dans les années 1970, en collaboration avec le « Groupe de recherches sur la marge continentale » de l’université Pierre-et-Marie-Curie (Paris VI), Vanney élargit les horizons de ses recherches, d’abord à la marge Ibéro-marocaine dont il a dressé les cartes bathymétriques, puis à la Méditerranée occidentale. Parallèlement, il réalise une synthèse de la littérature scientifique concernant les plates-formes continentales à l’échelle de l’océan Mondial, publiée en 1976 chez Doin. Ces travaux l’amènent à des responsabilités scientifiques internationales : il devient coordonnateur des travaux de la carte bathymétrique générale (GEBCO) pour l’Antarctique.
Dans les années 1980, il participe au levé bathymétrique de secteurs des grands fonds de l’océan Austral, en collaboration les services hydrographiques de la Marine américaine, et décrit la circulation thermohaline modelant les reliefs sous-marins et impactant les routes des navires et des submersibles. Il prend part à des campagnes océanographiques sous toutes les latitudes, sur des navires du CNEXO devenu IFREMER, notamment sur le navire Marion Dufresne qui dessert les Terres australes et antarctiques françaises, et participe à des plongées profondes en soucoupe, notamment sur les talus continentaux pour y étudier des canyons sous-marins et les éboulements massifs qui s’y produisent.
Pendant cette période, Jean-René Vanney contribue à enseigner au Campus Curie et publie chez Fayard deux épais livres d’histoire des explorations et des sciences, écrits comme des romans d’aventures : Histoire des mers Australes (1986) et Le mystère des abysses (1993). De 1965 à 1979 il est secrétaire de la Revue de Géographie Physique et de Géologie Dynamique (aujourd’hui Geodinamica Acta). Outre la coordination de la carte bathymétrique générale (GEBCO), il est à partir de 1991 conseiller scientifique des Annales de l’Institut océanographique de Paris, coordonnateur du programme de la Commission océanographique intergouvernementale (COI) intitulé « Bathymétrie de la côte occidentale d’Afrique, de Tanger à la frontière de la Namibie » et membre de la « Commission d’expertise des demandes de campagne à la mer » à l’IFREMER. Il collabore régulièrement avec l’Institut océanographique du Portugal pour l’élaboration de cartes bathymétriques.
À mesure qu’il avance en âge, sa culture générale et océanographique s’approfondit : libéré en 1993 de ses tâches d’enseignement, il continue à publier au même rythme soutenu et prolifique. Après son Introduction à la géographie de l’océan (1991), suit une volumineuse Géographie de l’océan global (2002) dont le souci de globalité se retrouve dans sa Géomorphologie structurale (en deux tomes 2001, 2002), dont il rédige la partie sous-marine, tandis que son collègue de Paris-Sorbonne, Jean-Pierre Peulvast, traitait les volets continental et planétaire. Ces vues d’ensemble ne l’empêchent pas de continuer dans la veine spécialisée avec Loïc Ménanteau : ensemble ils coordonnent l’Atlas côtier du Nord-Est d’Haïti (1998) puis une Synthèse régionale du golfe Ibéro-marocain. Vanney joue aussi un rôle important dans la Cartographie physiographique de l’Andalousie atlantique et de l’Algarve oriental (1985-2001).
À l’automne de son existence, ses projets foisonnaient toujours. Outre une autre synthèse régionale sur l’Atlantique des Açores, son dernier travail de longue haleine : Les mers d’entre tropiques, est plus vaste encore puisqu’il s’agit d’un domaine maritime correspondant à 57% de la surface de l’océan Mondial. Cette œuvre presqu’achevée n’était pas encore publiée lorsque Vanney meurt brutalement le 29 janvier 2019 : elle devrait faire l’objet d’une édition posthume.
Jean-René Vanney s’est aussi intéressé, entre autres, aux îles submergées ou en voie de disparition avec, en particulier, la publication (en 2008 et 2009) de l’article « Voyage aux îles de la disparition… » en deux parties, dans la revue juridique Annuaire du droit de la mer.
Jean-René Vanney laisse le souvenir d’un enseignant-chercheur à la culture encyclopédique, profondément humain mais toujours exigeant, passionné mais très discret, amical et altruiste mais scrupuleux et vigilant… jusque dans la répartition des domaines d’intervention dans les ouvrages en collaboration : en témoignent, dans la Géomorphologie structurale, le nombre des pages respectivement consacrées aux fonds océaniques et aux surfaces continentales et planétaires, exactement proportionnels aux superficies concernées.

## Principales publications

### Livres
- Documents et méthodes pour le commentaire de cartes (géographie et géologie, plusieurs tomes, 1965 à 1968)
- Le précontinent du centre du golfe de Gascogne (1969)
- Hydrologie du Bas Guadalquivir en deux tomes (1970 et 1971)
- Structure et géomorphologie dynamiques des fonds marins (1973)
- Géomorphologie de la marge continentale sud-armoricaine (1977)
- Géomorphologie des plates-formes continentales (1977)
- Histoire des mers australes (1986)
- Documents et méthodes pour le commentaire de cartes, géographie et géologie en trois tomes (1990, 1991, 1995)
- Introduction à la géographie de l'océan (vol. 17 de la revue Oceanis, 1991)
- Le mystère des abysses (1993)
- Le rehaussement contemporain du niveau moyen de l'océan (2000)
- Géomorphologie structurale de la Terre et des corps planétaires solides (2001)
- Géomorphologie structurale en deux tomes (2001, 2002)
- Géographie de l'océan global (2003)
- Géographie du golfe ibéro-marocain (2004).

### Articles, atlas, cartes, recueils
- « Pluie et crue dans le Sahara nord-occidental », 1959, 1960 et 1961
- « Carte des départements de la Saoura et des Oasis » avec Jean Bisson et Jean-Claude Weber in : Populations et migrations en 1959, Alger 1962
- « Bibliographie analytique des fonds du Golfe de Gascogne » (1970)
- « Carte bathymétrique internationale de la Méditerranée » (collectif, 1981)
- « Belo et son environnement (Détroit de Gibraltar) », avec Loïc Ménanteau et Caridad Zazo Cardeña (1983)
- « Saint-Gilles-Croix-de-Vie » (BRGM, 1985)
- « Mapa fisiográfico del litoral atlántico de Andalucía » (collectif, 1985)
- « Atlas côtier du Nord-est d'Haïti » avec Laurent Pourinet (1997)

## Hommages
- Médaille d’or de la Société de Géographie de Paris (en 1974 et en 1986)
- Lauréat de l’Académie française (1987)
- Membre de l’Académie de Marine (depuis 1991)
- Lauréat de l’Académie des Sciences (1993)
- Grand prix des Sciences de la Mer, Fondation Albert Ier de Monaco
- Palmes Académiques.

### Sources de l'article
- François Carré, Loïc Ménanteau et Jean-Pierre Peulvast : Jean-René Vanney (Paris, 12 août 1930 - 29 janvier 2019) in : Géomorphologie no 2, vol. 25, 2019, p. 137-138 -
- BNF data